# Implication tchétchène dans l'invasion russe de l'Ukraine

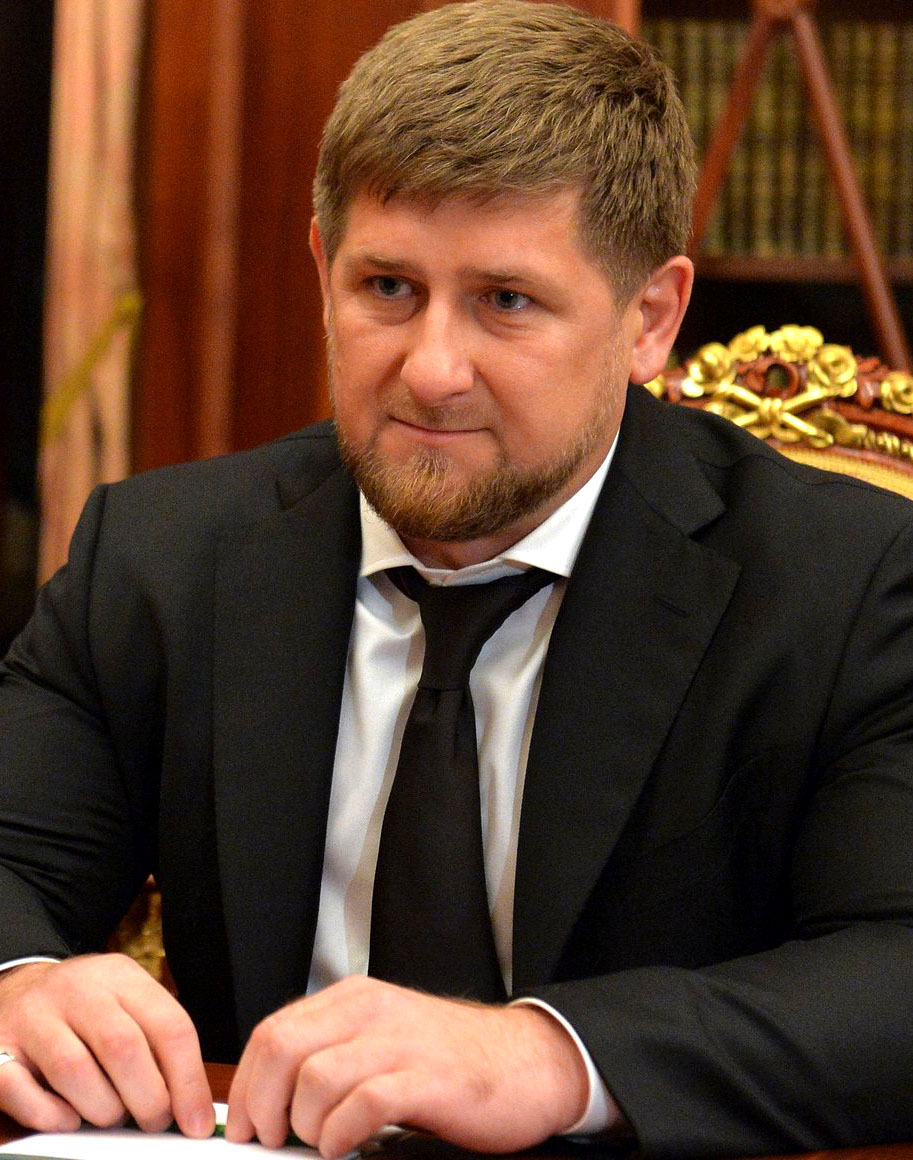
Ramzan Kadyrov, chef de l'organisation pro-russe Kadyrovtsy combattant en Ukraine lors de l'invasion russe du pays en 2022.

La République tchétchène, communément appelée Tchétchénie, est une république fédérale de Russie qui joue plusieurs rôles lors de l'invasion russe de l'Ukraine depuis 2022. Les forces de l'organisation prorusse Kadyrovtsy combattent aux côtés des forces d'invasion russes, tandis que le Bataillon Djokhar Doudaïev combat aux côtés de l'armée ukrainienne, amenant plusieurs commentateurs à un certain nombre de comparaisons entre l'invasion de 2022 et les guerres tchétchènes des années 1990 et 2000.

## Forces prorusses

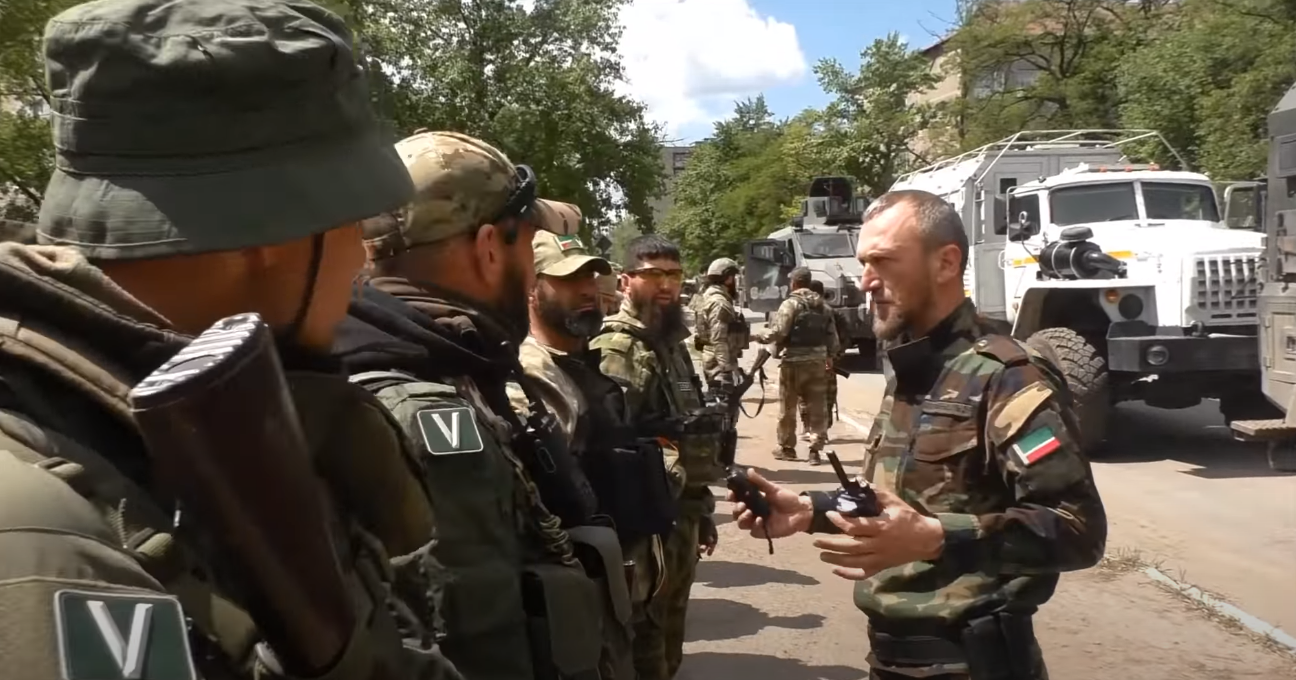
Des troupes tchétchènes du côté russe dans le Donbass, juin 2022

Le 26 février, Ramzan Kadyrov, le chef de la République tchétchène, annonce que les forces militaires tchétchènes ont été déployées en Ukraine, affirmant que « Poutine a pris la bonne décision et nous exécuterons ses ordres en toutes circonstances ». Le même jour, le média d'État russe RT publie une vidéo montrant 12 000 soldats tchétchènes rassemblés sur la place principale de Grozny, la capitale tchétchène, se préparant à entrer en guerre en Ukraine.
Le 27 février, l'armée ukrainienne annonce avoir détruit un important convoi de forces spéciales tchétchènes rassemblé près de Hostomel, une ville de la région nord-ouest de l'oblast de Kiev. Peu de temps après, le décès au combat du général Magomed Touchaïev, chef du 141e régiment motorisé de la Garde de Kadyrov, est annoncé par l'armée ukrainienne,.
Le 28 février, Kadyrov publie un article sur Telegram estimant que « les tactiques choisies en Ukraine sont trop lentes », appelant les forces russes à prendre des mesures plus agressives. Le 1er mars, Kadyrov annonce la mort de deux soldats tchétchènes et six blessés depuis le début de l'opération. Selon lui, l'invasion devrait « passer à des mesures à grande échelle ».
Le 3 mars, le journal The Times rapporte qu'un groupe de soldats tchétchènes a été envoyé pour infiltrer Kiev dans le but d'assassiner le président ukrainien Volodymyr Zelensky, mais que celui-ci a été neutralisé à la suite de fuites d'informations du Service fédéral de sécurité russe.
Le 14 mars, Kadyrov publie une vidéo de lui-même sur les réseaux sociaux en affirmant qu'il se trouve à Hostomel dans le cadre de l'offensive russe sur Kiev. Son affirmation n'a fait l'objet d'aucune vérification indépendante. Cependant le 16 mars, selon le journal en ligne Ukrayinska Pravda, les Ukrainiens sont parvenus à tromper Kadyrov en accédant à un lien sous couvert du média russe RIA Novosti pour obtenir son adresse IP, révélant ainsi la géolocalisation de son téléphone qui bipait à Grozny, en Tchétchénie, au lieu de l'Ukraine comme il l'affirmait. Dmitri Peskov, l'attaché de presse de Poutine, affirme plus tard que Kadyrov « n'a pas directement affirmé qu'il était en Ukraine ».

## Forces pro-ukrainiennes
Un certain nombre de Tchétchènes anti-Kadyrov se sont portés volontaires pour combattre aux côtés des forces ukrainiennes, notamment au sein du bataillon Djokhar Doudaïev et du bataillon Cheikh Mansour,,.

## Réactions
Le 28 février, la Garde nationale ukrainienne partage une vidéo sur son compte Twitter, montrant des membres du bataillon Azov en train de graisser des balles avec de la graisse de porc, dans laquelle l'orateur déclare : « Chers frères musulmans. Dans notre pays, vous n'irez pas au paradis. Rentrez chez vous, s'il vous plaît ». Une attitude dénoncée par le conseiller du président ukrainien Alexeï Arestovitch, qui appelle ses concitoyens à ne pas faire d'amalgame entre les kadyrovtsy d'une part et les Tchétchènes et les musulmans d'autre part : « Premièrement, vous offensez ainsi tous les musulmans du monde  [...]. Deuxièmement, vous offensez vos compagnons d'armes : les musulmans d'Ukraine et les musulmans d'autres pays du monde, y compris des Tchétchènes, qui combattent les Russes avec vous ».
Un certain nombre d'analystes estiment que la présence des forces Kadyrovtsy en Ukraine est davantage axée sur la création d'un effet psychologique que sur la participation aux combats. Écrivant pour Foreign Policy, Justin Ling déclare que les médias russes « utilisent la présence même de soldats tchétchènes en Ukraine comme une arme psychologique contre les Ukrainiens », tandis que Jean-François Ratelle, professeur à l'Université d'Ottawa, estime qu'il s'agit « de faire croire aux gens que ce qui s'est passé en Tchétchénie se produira en Ukraine — qu'ils saccageront la ville, pilleront, violeront et tueront ».  Aleksandre Kvakhadze de la Fondation géorgienne pour les études stratégiques et internationales déclare que « les images et les métadonnées montrent que la plupart des forces tchétchènes sont à au moins 20 km de la ligne de front, la seule chose qu'elles font est l'enregistrement de vidéos pour motiver la population tchétchène et promouvoir l'image du guerrier de Kadyrov et de ses forces ».

### Comparaisons avec le conflit Russie-Tchétchénie
Un certain nombre de commentateurs comparent l'invasion russe de l'Ukraine et les guerres tchétchènes des années 1990, notamment la bataille de Grozny,,,. Selon le directeur du groupe russe de défense des droits de l'homme, Aleksandr Cherkasov, « Poutine a commencé de la même manière en Tchétchénie qu'en Ukraine actuellement, et continue alors que nous passons à une nouvelle étape du conflit. Cela a également débuté par une guerre appelée à l'origine “opération antiterroriste” et n'a pas été décrite comme un conflit armé ». Tracey German du King's College de Londres déclare :

« Poutine semble avoir anticipé une répétition de la prise décisive de la Crimée par la Russie en 2014 ou de son invasion de la Géorgie en 2008 — mais ce que nous voyons ressemble plus à son intervention en Tchétchénie en décembre 1994 lorsque les forces armées russes n'ont pas été initialement en mesure de convertir leur supériorité militaire (certainement en termes de nombre) en succès militaire et stratégique, et des milliers de soldats russes se sont révélés incapables de sécuriser la république du Caucase du Nord... Il y a ici des échos de l'intervention russe en Tchétchénie fin décembre 1994, lorsque les dirigeants russes ont planifié une offensive blindée massive contre la capitale tchétchène, Grozny, dans l'intention d'organiser une frappe décisive avec un soutien aérien, en s'appuyant sur une guerre éclair pour prendre l'État-major tchétchène par surprise et s'assurer une prise d'initiative. Mais les forces tchétchènes étaient depuis longtemps préparées à une frappe contre la ville et l'attaque s’avérera être un échec cuisant. »

Le journaliste écossais Neal Ascherson écrit : « le plan de Poutine semble comporter deux étapes. Premièrement, la victoire militaire, obtenue principalement en isolant la résistance dans quelques villes, puis par les bombardements intenses, exécutés comme tels par les Russes à Grozny, en Tchétchénie ».